# Stockmann nagyáruház
A Stockmann nagyáruház kulturális jelentőségű üzletház és nagyáruház Helsinki központjában. A Stockmann Oyj cég tulajdona. Alapterületét és bevételét tekintve az északi országok legnagyobb áruháza. Az áruház a nemzetközileg ismert luxusmárkákat forgalmazza. A  földszinten található élelmiszerüzlet (Stockmannin Herkku) az élelmiszerek minőségéről és választékáról híres. Ugyan a Stockmann logó mozgólépcsőt ábrázol, de a közhit ellenére az első finnországi mozgólépcső nem itt, hanem a turkui Forum áruházban működött.
2002-ben a Stockmann 393 millió eurónyi bevételével és 40 500 méteres területével a hatodik legnagyobb áruház volt Európában.
A bejárat feletti óra, közismert nevén a "Stockan kello" a kedvelt találkozóhelyként helsinki városi kultúra része.

## Története

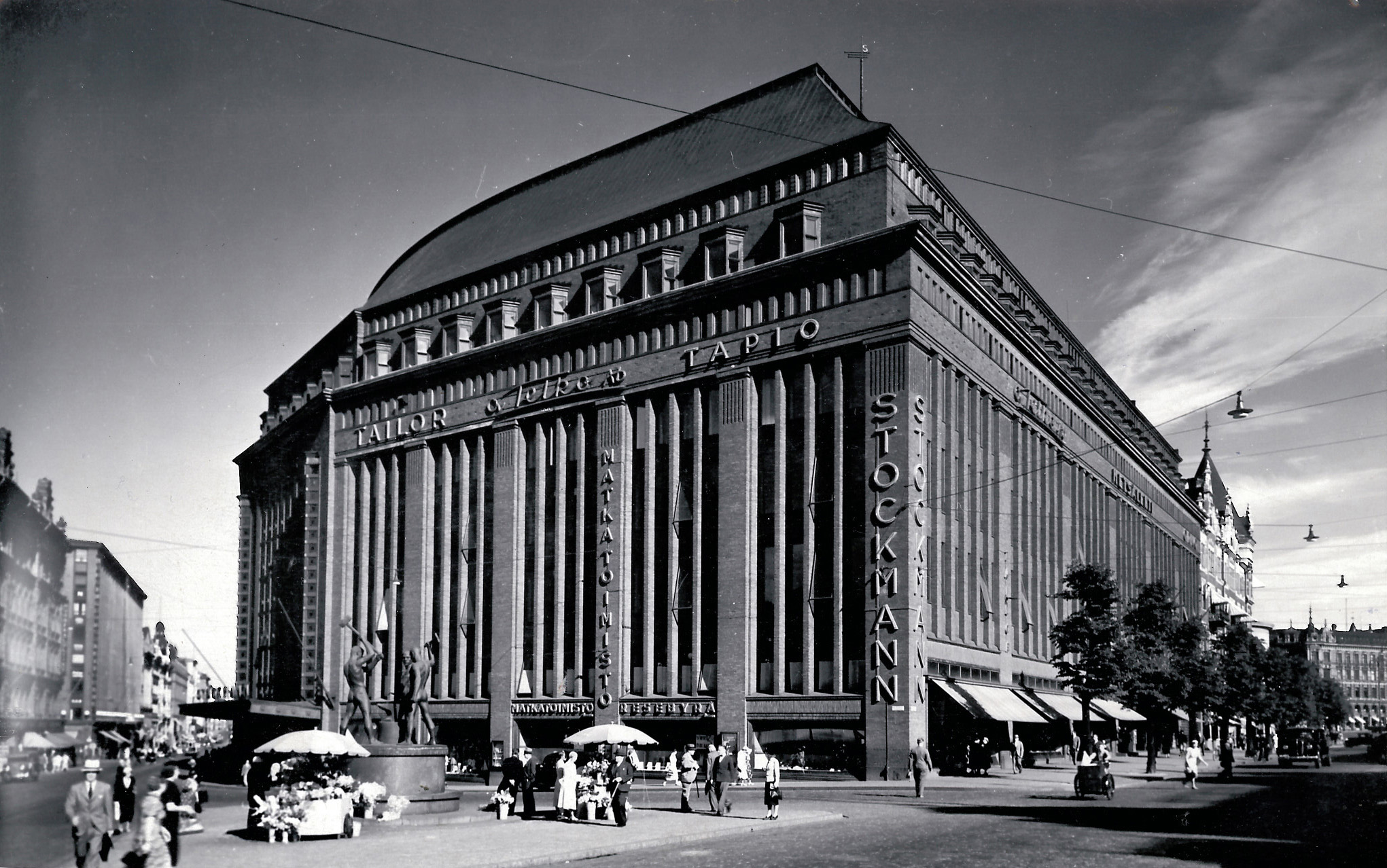
Az áruház 1930-ban

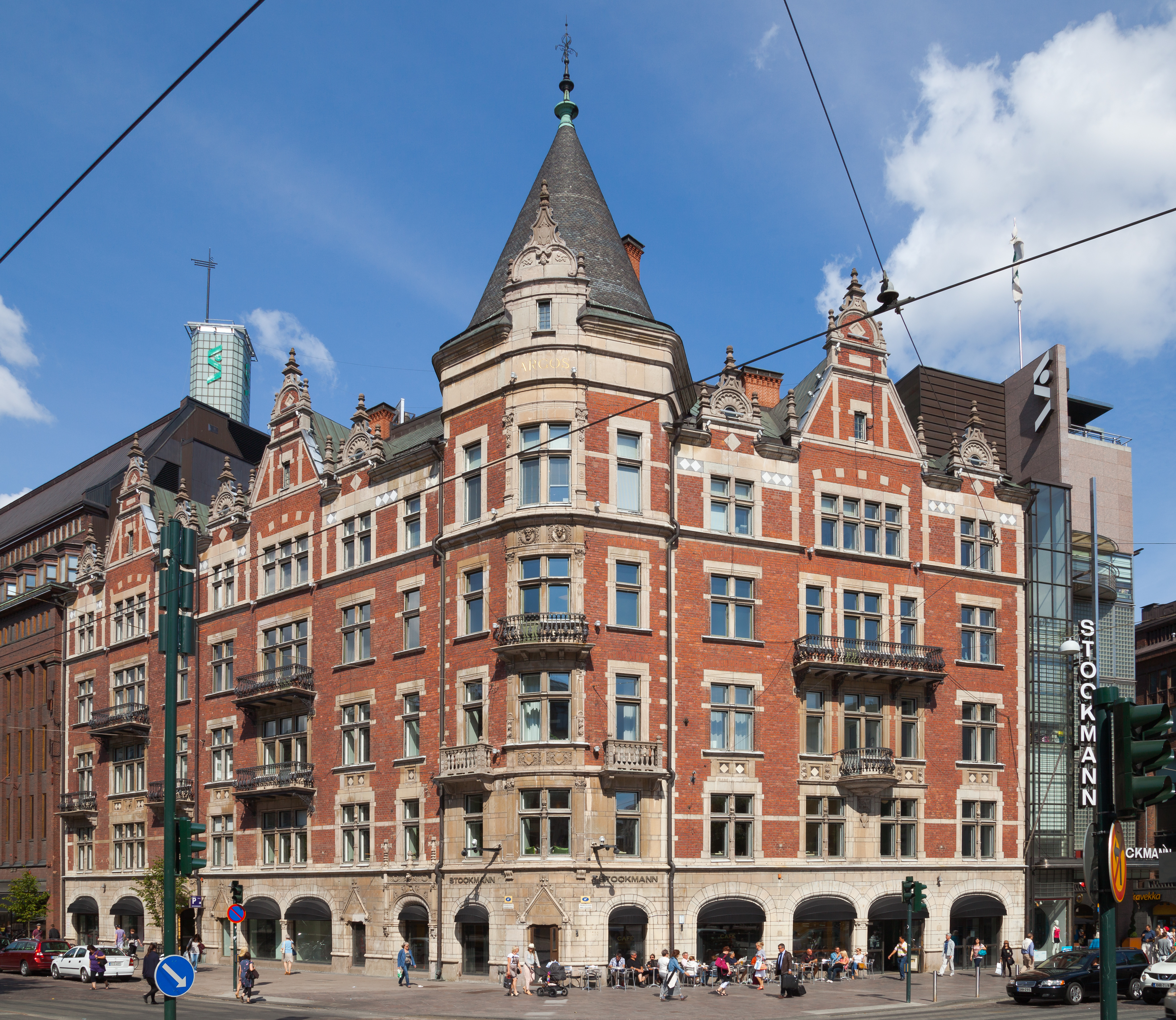
Az Argos épület szecessziós homlokzata

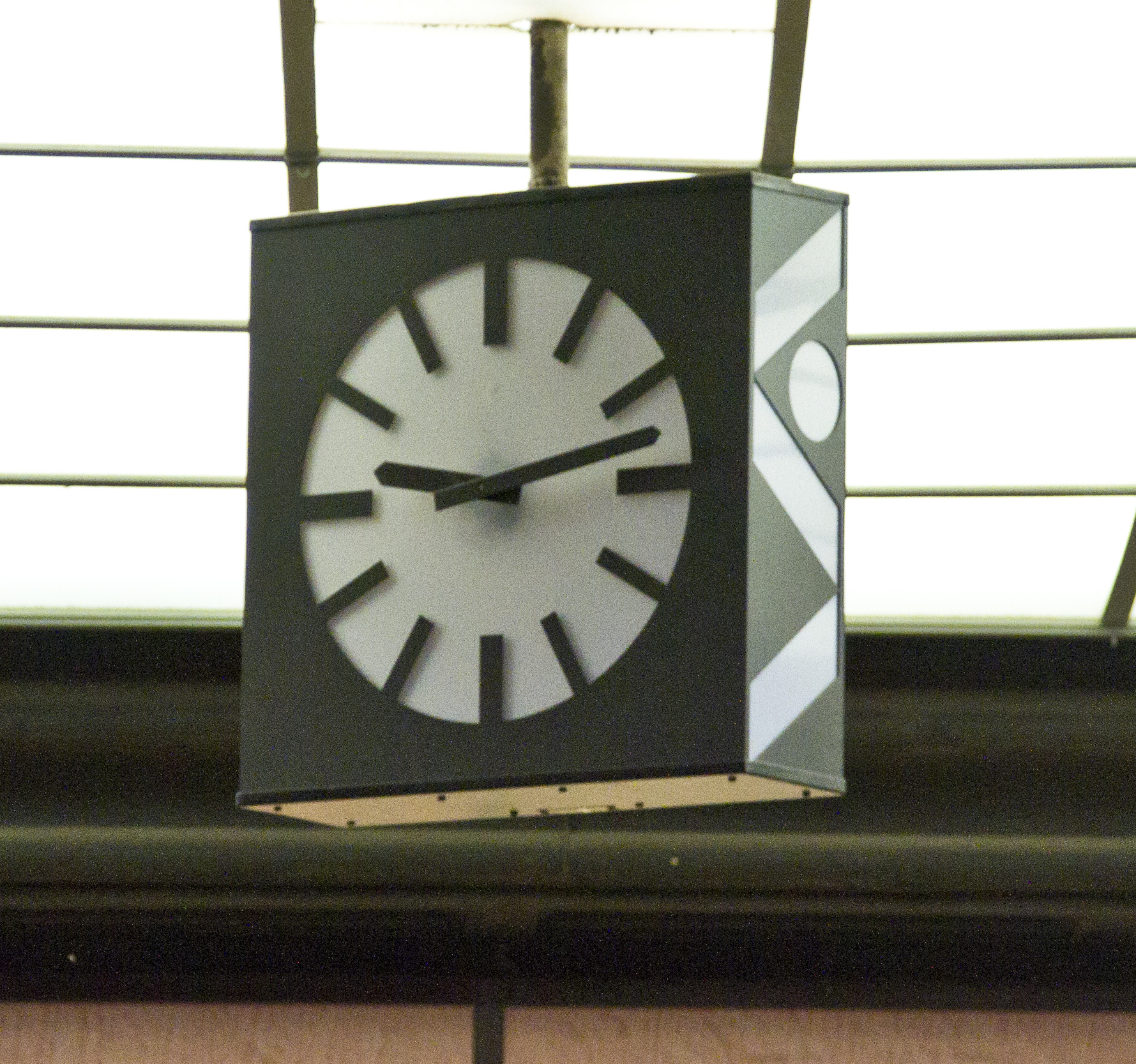
A Stockmann órája

Georg Frans Heinrich Stockmann lübecki kereskedő volt, aki 1862-től 
élt Helsinkiben, és több évtizeden át a mai Szenátus téren üzemeltette áruházát. 1916-ban pályázatot írtak ki egy új nagyáruház tervezésére, amelyet Valter Thomé és testvére nyertek meg. Miután a Thomé fivérek a finn polgárháború során meghaltak, a megbízást a pályázaton második helyezett Sigurd Frosterus kapta; az épület 1924 és 1930 között készült el.
1989-ben az ugyanahhoz a tömbhöz tartozó Argos épületet egybeépítették a Stockmann áruházzal. Ennek során csak az Argos épület homlokzata maradt meg. A Stockmann elfoglalta a Mannerheimintie, Aleksanterinkatu, Keskuskatu és Pohjoisesplanadi közötti teljes területet. A Stockmann hét emeleten helyezkedik el, a földszinten és a nyolcadik emeleten egyéb üzletek találhatók.
2007 és 2010 között további terjeszkedésre került sor, melynek során a kereskedelmileg hasznos terület 10 000 négyzetméterről 50 000 négyzetméterre nőtt. Az áruház az átépítés alatt végig működött. Az áruházat a  föld alatt is kiterjesztették, és befedték az átriumot, a legfelső emeleten pedig vendéglőt alakítottak ki. Felújították a lifteket és mozgólépcsőket, a világítást és légkondicionálást is. Az újonnan épített parkolóház 600 gépkocsinak biztosít helyet. A bővítés összes költsége 198 millió euró volt a felújítás nélkül.

## Fordítás
- Ez a szócikk részben vagy egészben  a   Stockmann, Helsinki centre című angol Wikipédia-szócikk ezen változatának fordításán alapul.  Az eredeti cikk szerkesztőit annak laptörténete sorolja fel. Ez a jelzés csupán a megfogalmazás eredetét és a szerzői jogokat jelzi, nem szolgál a cikkben szereplő információk forrásmegjelöléseként.